# مزارع الفناء الخلفي (شركة)
مزارع الفناء الخلفي (بالإنجليزية: Backyard Farms)‏ هي شركة زراعية مقرها ماديسون بولاية مين متخصصة بالدفيئات الزراعية لإنتاج الطماطم الناضجة. كانت مملوكة لشركة ديفونشاير للاستثمار، وهي فرع من فيديليتي للاستثمارات ومقرها بوسطن ولكن بيعت في يونيو 2017 لشركة Mastronardi Produce of Ontario الكندية.